# 1988年电影

## 第二十五屆金馬獎
- 最佳劇情片——《七小福》（邵氏、嘉禾公司）
- 最佳導演——羅啟銳《七小福》
- 最佳男主角——萬梓良《大頭仔》
- 最佳女主角——鄭裕玲《月亮星星太陽》
- 最佳男配角——周星馳《霹靂先鋒》
- 最佳女配角——王萊《海峽兩岸》